# یواس‌اس چارلواکس (ای‌کی-۱۶۸)
یواس‌اس چارلواکس (ای‌کی-۱۶۸) (به انگلیسی: USS Charlevoix (AK-168)) یک کشتی بود که طول آن ۳۸۸ فوت ۸ اینچ (۱۱۸٫۴۷ متر) بود. این کشتی در سال ۱۹۴۴ ساخته شد.